# District de Tsukubo
Le district de Tsukubo (都窪郡, Tsukubo-gun) est un district de la préfecture d'Okayama au Japon.
Au 1er février 2015, sa population était de 12 166 habitants pour une superficie de 7,62 km2 et une densité de population de 1 600 habitants au km2.

## Commune du district
- Hayashima